# Konstal 40WS
40WS – typ wagonów samowyładowczych produkowanych w fabryce Konstal w Chorzowie w latach 1949–1952.
Wagony przeznaczone były do transportu ładunków kruszonych oraz sypkich (kamień, rudy, piasek). Produkcja rozpoczęta została na podstawie własnej dokumentacji konstrukcyjnej.
Wagon posiadał pudło w formie otwartego leja z jednym otworem rozładunkowym z każdej strony, zamkniętym uchylną klapą. Opróżnianie następowało poprzez samoczynne otwarcie klapy pod naporem ładunku, po uprzednim jej odryglowaniu z pomocą dźwigni na pomoście hamulcowym. Rozładunek mógł być przeprowadzany na jedną lub obie strony wagonu, jednak nie było możliwości jego przerwania, czy dozowania. Powrót klap do pozycji zamknięcia ułatwiały przeciwwagi.
Konstrukcja wagonu 40WS była nitowana; zestawy kołowe wagonu oparte były na łożyskach ślizgowych o średnicy czopa 115 mm. Były wyposażone jedynie w hamulec ręczny uruchamiany korbą z pomostu. Posiadały przewód główny przelotowy.
Wagony typu 40WS przeznaczone były wyłącznie do przewozów technologicznych, wykonano je w niewielkiej liczbie tylko dla przemysłu (około 41 wagonów). Jednakże ich produkcja zapoczątkowała serię dostaw kolejnych liczniejszych grup dwuosiowych wagonów samowyładowczych, które liczyły już prawie 8,5 tysiąca egzemplarzy.